# Erik Pieters
Erik Pieters, (ur. 7 sierpnia 1988 w Tiel) – holenderski piłkarz występujący obecnie w Burnley F.C., wychowanek FC Utrecht. Z angielskim klubem podpisał czteroletni kontrakt